# Charadriidae
A família Charadriidae inclui aves charadriiformes de pequeno a médio porte com corpos compactos, pescoços curtos e finos e asas normalmente pontudas. São distribuídas por áreas abertas em todo o mundo, a maioria em habitats aquáticos. Alimentam-se de insetos, minhocas e outros invertebrados, dependendo do habitat.

## Classificação
- Subfamília Vanellinae
  - Erythrogonys (1 espécie)
  - Vanellus (abibes - 23 espécies)
  - Hoploxypterus[1] (1 espécie)
- Subfamília Charadriinae
  - Pluvialis (tarambolas e batuiruçus - 4 espécies)
  - Charadrius (borrelhos e batuíras - 31 espécies)
  - Thinornis (2 espécies)
  - Elseyornis (1 espécie)
  - Peltohyas (1 espécie)
  - Anarhynchus (1 espécie)
  - Phegornis (1 espécie)
  - Oreopholus (1 espécie)